# La notte dei dannati
La notte dei dannati è un film del 1971 diretto da Filippo Walter Ratti, con lo pseudonimo di Peter Rush.

## Trama
Jean e Danielle Duprey sono marito e moglie; arriva una lettera a casa loro da parte di un principe, vecchio amico di Jean. La missiva è una sorta di indovinello, che richiama I fiori del male di Charles Baudelaire, di cui il principe gli ha regalato anni prima un'edizione.
Decidono di partire e di andare al castello e lì vi trovano Rita Lernod, moglie del principe, che dice loro che suo marito sta molto male.
Sembra essere afflitto da una malattia sconosciuta anche ai medici. Nel castello c'è uno strano quadro, che rappresenta una morte sul rogo e che fin dall'inizio turba Danielle. Il principe dice che la malattia colpisce tutti nella sua famiglia da tre generazioni, superati i trentacinque anni di età.
Danielle ha un incubo e sogna di morire sul rogo. Il principe dice a Jean che la verità è nella biblioteca e gli dà un anello.
La notte il principe muore e il giorno dopo viene trovata morta una ragazza, con dei grossi graffi sul petto.
La polizia la identifica come una cugina del principe, che era stata vista la sera prima a Strasburgo, a centinaia di chilometri da lì.
La notte seguente Jean trova in biblioteca un trattato sulla magia nera, in cui si parla dell'ametista (come quella dell'anello che il principe gli aveva regalato), dicendo che si tratta del rimedio più efficace contro le streghe.
Viene trovata un'altra morta nelle stesse condizioni e la polizia la identifica come la sorella della prima vittima.
Jean trova in biblioteca una carta, che è la copia di un atto pubblico di un processo di stregoneria del 1650, contro una certa Tarin Drole.
Jean capisce che si tratta di un anagramma per Rita Lernod. Nell'atto c'è scritto che il Presidente del Tribunale era un antenato del principe.
Jean allora si mette in cerca nei dintorni del castello. Rita prende Danielle con sé, le dà qualcosa da bere, ma lei vede una fiamma nel bicchiere e scappa via in cerca di Jean.
Compare il fantasma del principe e Danielle sviene e viene portata sopra una sorta di altare per essere sacrificata.
Rita sta per graffiarla sul petto, quando Jean lanciando un masso su una parte della zona sacrificale, fa invecchiare rapidamente Rita che si trasforma in strega e muore.
Jean e Danielle si ritrovano all'aperto e sentono l'esplosione del castello. Ritornati a casa, arriva un'altra lettera da un altro principe ma questa volta Danielle la brucia.

## Collegamenti ad altre pellicole
Le musiche di Carlo Savina sono riprese in gran parte dal film Malenka, la nipote del vampiro di Amando de Ossorio.